# EICAR
EICAR (eigene Schreibung „eicar“) ist ein gemeinnütziger Verein mit dem Ziel, Computerviren zu erforschen und die Entwicklung von Antivirensoftware zu verbessern. Das ursprüngliche Akronym EICAR ist heute ein Eigenname. Die Organisation hat ihr Arbeitsgebiet erweitert und befasst sich heute mit nahezu allen Gebieten der Informationssicherheit. EICAR bezeichnet sich deshalb seit einiger Zeit auch als European Expert Group for IT-Security. Vorstandsvorsitzender ist Rainer Fahs.
Der Verein verfolgt seine Ziele durch Kongresse, Expertenforen, Task Forces und Beratungsgremien (Advisory Boards). Bekannt ist der Verein vor allem für die selbst entwickelte EICAR-Testdatei, die zum Testen der Funktion von Antiviren- und Anti-Malware-Software eingesetzt wird. Im Januar 2025 veröffentlichte EICAR in Zusammenarbeit mit dem cyberintelligence.institute einen neuen produktbezogenen Sicherheitsstandard zur Umsetzung von "Security by Design".